# Phegopteris
Phegopteris es un género de helechos terrestres pertenecientes a la familia Thelypteridaceae.
Los helechos de este género tienen un largo y delgado rizoma rastrero.

## Especies
- Phegopteris connectilis
- Phegopteris hexagonoptera
- Phegopteris decursive-pinnata
- Phegopteris aurita